# Ion G. Duca
Ion G. Duca (Bucareste, 1879 — Sinaia, 30 de dezembro de 1933), foi um político romeno que ocupou o cargo de primeiro-ministro de 14 de novembro a 30 de dezembro de 1933, quando foi assassinado devido a seus esforços para sufocar o movimento fascista Guarda de Ferro.
Chegou à Câmara dos Deputados da Romênia pelo Partido Liberal Nacional em 1907, tomando parte do Conselho de Ministros de 1914.
Junto com um grupo de professores, médicos, soldados, etc., ele ajudou a trazer o escotismo para a Romênia.
Escreveu extensas memórias sobre suas experiências como integrante do Conselho de Ministros durante a Primeira Guerra Mundial.